# Wijken en buurten in Zederik
De Nederlandse gemeente Zederik is voor statistische doeleinden onderverdeeld in wijken en buurten. De gemeente is verdeeld in de volgende statistische wijken:
- Wijk 00 Meerkerk (CBS-wijkcode:070700)
- Wijk 01 Ameide (CBS-wijkcode:070701)
- Wijk 02 Hei- en Boeicop (CBS-wijkcode:070702)
- Wijk 03 Leerbroek (CBS-wijkcode:070703)
- Wijk 04 Lexmond (CBS-wijkcode:070704)
- Wijk 05 Nieuwland (CBS-wijkcode:070705)
- Wijk 06 Tienhoven (CBS-wijkcode:070706)

Een statistische wijk kan bestaan uit meerdere buurten. Onderstaande tabel geeft de buurtindeling met kentallen volgens het Centraal Bureau voor de Statistiek (2008):
| CBS-buurtcode | Buurtnaam                               | Inwonertal | Opp. totaal (ha) | Opp. land (ha) | Ligging                |
| ------------- | --------------------------------------- | ---------- | ---------------- | -------------- | ---------------------- |
| BU07070000    | Meerkerk                                | 2260       | 98               | 93             | Locatie in de gemeente |
| BU07070001    | Broekseweg                              | 310        | 100              | 100            | Locatie in de gemeente |
| BU07070002    | Bazeldijk Gorinchem Dorpsplein Tol      | 490        | 55               | 42             | Locatie in de gemeente |
| BU07070007    | Verspreide huizen in het Noorden        | 140        | 328              | 321            | Locatie in de gemeente |
| BU07070008    | Verspreide huizen in het Westen         | 100        | 720              | 713            | Locatie in de gemeente |
| BU07070009    | Verspreide huizen in het Zuidoosten     | 290        | 222              | 220            | Locatie in de gemeente |
| BU07070100    | Ameide                                  | 2760       | 95               | 79             | Locatie in de gemeente |
| BU07070101    | Sluis en Zouwendijk (gedeeltelijk)      | 110        | 42               | 31             | Locatie in de gemeente |
| BU07070109    | Verspreide huizen Ameide                | 70         | 396              | 392            | Locatie in de gemeente |
| BU07070200    | Hei- en Boeicop                         | 950        | 727              | 715            | Locatie in de gemeente |
| BU07070300    | Leerbroek                               | 970        | 85               | 85             | Locatie in de gemeente |
| BU07070301    | Weverwijk en Leerbroekseweg en omgeving | 230        | 415              | 413            | Locatie in de gemeente |
| BU07070302    | Middelkoop en omgeving                  | 380        | 672              | 658            | Locatie in de gemeente |
| BU07070400    | Lexmond                                 | 1760       | 72               | 71             | Locatie in de gemeente |
| BU07070401    | Achthoven                               | 230        | 726              | 653            | Locatie in de gemeente |
| BU07070402    | Kortenhoeven                            | 140        | 346              | 325            | Locatie in de gemeente |
| BU07070403    | Lakerveld                               | 440        | 1124             | 1102           | Locatie in de gemeente |
| BU07070500    | Nieuwland                               | 760        | 106              | 103            | Locatie in de gemeente |
| BU07070501    | Geer                                    | 60         | 21               | 20             | Locatie in de gemeente |
| BU07070502    | Achterdijk                              | 210        | 219              | 213            | Locatie in de gemeente |
| BU07070509    | Verspreide huizen Nieuwland             | 30         | 644              | 630            | Locatie in de gemeente |
| BU07070600    | Tienhoven                               | 230        | 260              | 217            | Locatie in de gemeente |
| BU07070601    | Hoogewaard                              | 460        | 177              | 177            | Locatie in de gemeente |